# Mauro Gallo
Mauro Gallo (Mirano, 6 maggio 1979) è un ex nuotatore italiano.

## Carriera
Inizia a nuotare da bambino, a tre-quattro anni; ancora bambino cambia stile, da dorsista a stileliberista, che manterrà per tutta la carriera. Inizia a farsi notare verso la metà degli Anni 1990 e nel 1996 debutta agli europei giovanili, dove vince la medaglia d'oro nei 100 m stile libero e quella di bronzo nella staffetta 4 x 200 m sl. L'anno dopo, sempre agli europei junior vince ancora tre medaglie, nei 100 m stile e nelle staffette.
Grazie a questi risultati entra nel gruppo della nazionale maggiore nel 1998 e viene convocato per i mondiali in vasca lunga di Perth in Australia dove entra in finale nella staffetta 4 x 100 m stile libero. vince anche il suo primo titolo assoluto, sempre nei 100 m stile.
Nel 1999 partecipa alle Universiadi di Palma di Maiorca, in Spagna e arrivano le prime medaglie con la nazionale maggiore: argento nella staffetta veloce dello stile libero e nei 100 metri. Ai campionati europei altra finale in staffetta, questa volta quarto con Lorenzo Vismara, Simone Cercato e Massimiliano Rosolino.
Con la staffetta 4 x 100 m nel 2000 nuota agli europei di Helsinki (altro 4º posto in finale), Ai mondiali in vasca da 25 metri di Atene e ai giochi olimpici a Sydney: l'anno dopo durante i giochi del mediterraneo a Tunisi vince altre due medaglie: l'oro in staffetta e il bronzo nei 100 metri.
Seguono quattro anni in cui non partecipa più alle grandi manifestazioni, continuando però ad essere competitivo ed a vincere titoli italiani nelle staffette sia a stile libero che miste; torna a far parte della nazionale nel 2006, viene convocato per i mondiali in vasca corta di Shanghai e per gli europei di budapest: nuota in entrambi i campionati le batterie della staffetta 4 x 100 m che vince i mondiali e gli europei.

## Palmarès
| Giochi Olimpici              | ---                     | ---                       | 4 x 100 m stile libero         | ---             |
| 2000 Sydney Australia        | ---                     | ---                       | 5º - 3'17"85 nuota in batteria | ---             |
| Campionati del mondo         | ---                     | ---                       | 4 x 100 m stile libero         | ---             |
| 1998 Perth Australia         | ---                     | ---                       | 8º - 3'22"12 frazione: 51"01   | ---             |
| Mondiali in vasca corta      | 50 m st. libero         | 100 m st. libero          | 4 x 100 m st. libero           | ---             |
| 2000 Atene Grecia            | elim. in batteria 22"95 | elim. in semifinale 49"31 | 7º - 3'16"37 frazione: 49"27   | ---             |
| 2006 Shanghai Cina           | ---                     | ---                       | Oro: 3'10"74 nuota in batteria | ---             |
| Campionati europei           | 50 m st. libero         | 100 m st. libero          | 4 x 100 m st. libero           | ---             |
| 1999 Istanbul Turchia        | ---                     | elim. in batteria 51"23   | 4º - 3'20"60 frazione: 49"99   | ---             |
| 2000 Helsinki Finlandia      | 38º in batteria 23"74   | 31º in batteria 51"68     | 4º - 3'20"39 frazione: 51"26   | ---             |
| 2006 Budapest Ungheria       | ---                     | 22º in batteria 50"26     | Oro: 3'15"23 nuota in batteria | ---             |
| Giochi del Mediterraneo      | ---                     | 100 m st. libero          | 4 x 100 m st. libero           | ---             |
| 2001 Tunisi Tunisia          | ---                     | Bronzo 50"31              | Oro: 3'21"25 frazione: 50"56   | ---             |
| Universiadi                  | 50 m st. libero         | 100 m st. libero          | 4 x 100 m st. libero           | 4 x 100 m mista |
| 1999 Palma di Maiorca Spagna | elim. in batteria 23"51 | Argento 50"69             | Argento: 3'23"60 :             | 5º - 3'46"10 :  |
| 2007 Bangkok Thailandia      | ---                     | 37º in batteria 51"46     | 7º - 3'20"53 frazione: 49"69   | ---             |
| Europei giovanili            | 100 m st. libero        | 4 x 100 m st. libero      | 4 x 200 m st. libero           | 4 x 100 m mista |
| 1996 Copenaghen Danimarca    | Oro 51"64               | 4º - 3'30"24 :            | Bronzo: 7'42"32 :              | ---             |
| 1997 Glasgow Scozia          | Bronzo 51"48            | Bronzo: 3'26"21 :         | Argento: 7'34"11 :             | 5º - 3'51"23 :  |

### Campionati italiani
2 titoli individuali e 17 in staffette, così ripartiti:
- 2 nei 100 m stile libero
- 2 nella staffetta 4 x 50 m stile libero
- 7 nella staffetta 4 x 100 m stile libero
- 2 nella staffetta 4 x 50 m mista
- 6 nella staffetta 4 x 100 m mista

nd = non disputata
| Anno | Edizione    | st.libero 50 m | st.libero 100 m | st.libero 4x50 m | st.libero 4x100 m | st.libero 4x200 m | mista 4x50 m | mista 4x100 m |
| ---- | ----------- | -------------- | --------------- | ---------------- | ----------------- | ----------------- | ------------ | ------------- |
| 1998 | Primaverili | -              | 2               | nd               | 3                 | -                 | nd           | -             |
| 1998 | Estivi      | -              | 2               | nd               | 3                 | -                 | nd           | -             |
| 1998 | Invernali   | 2              | 1               | nd               | nd                | nd                | nd           | nd            |
| 1999 | Primaverili | 3              | 2               | nd               | 2                 | -                 | nd           | -             |
| 1999 | Estivi      | -              | -               | nd               | 2                 | -                 | nd           | -             |
| 1999 | Invernali   | -              | 2               | nd               | nd                | nd                | nd           | nd            |
| 2000 | Primaverili | 2              | 2               | nd               | 1                 | -                 | nd           | 1             |
| 2000 | Estivi      | -              | -               | nd               | 2                 | -                 | nd           | -             |
| 2000 | Invernali   | -              | -               | 3                | nd                | nd                | 1            | nd            |
| 2001 | Primaverili | -              | -               | nd               | -                 | -                 | nd           | 2             |
| 2001 | Estivi      | -              | 1               | nd               | -                 | -                 | nd           | 1             |
| 2001 | Invernali   | 3              | -               | -                | nd                | nd                | 1            | nd            |
| 2002 | Primaverili | -              | -               | nd               | -                 | -                 | nd           | 1             |
| 2002 | Estivi      | -              | -               | nd               | -                 | -                 | nd           | 2             |
| 2002 | Invernali   | -              | -               | 1                | nd                | nd                | -            | nd            |
| 2003 | Primaverili | -              | -               | nd               | 1                 | -                 | nd           | -             |
| 2003 | Estivi      | -              | -               | nd               | 2                 | -                 | nd           | -             |
| 2003 | Invernali   | -              | -               | 2                | nd                | nd                | -            | nd            |
| 2004 | Primaverili | -              | -               | nd               | 3                 | -                 | nd           | 1             |
| 2004 | Estivi      | -              | -               | nd               | 1                 | -                 | nd           | -             |
| 2004 | Invernali   | -              | -               | 1                | nd                | nd                | -            | nd            |
| 2005 | Primaverili | -              | -               | nd               | 1                 | -                 | nd           | -             |
| 2005 | Estivi      | -              | 3               | nd               | 1                 | -                 | nd           | 1             |
| 2006 | Primaverili | -              | 3               | nd               | 1                 | -                 | nd           | 1             |
| 2006 | Estivi      | -              | -               | nd               | -                 | 2                 | nd           | 3             |
| 2007 | Primaverili | -              | 2               | nd               | 3                 | -                 | nd           | -             |
| 2007 | Estivi      | -              | -               | nd               | 1                 | -                 | nd           | -             |
| 2008 | Estivi      | -              | -               | nd               | 3                 | -                 | nd           | -             |